# Filó de Biblos
Herenni Filó (llatí: Herennius Philos), més conegut com a Filó de Biblos (en grec antic: Φίλων ὁ Βύβλιος) va ser un gramàtic i polígraf grec. Suides diu que va ser cònsol quan tenia 78 anys, vers el 104 o més probablement el 124 (no apareix esmentat als Fasti, de manera que hauria estat cònsol sufecte).
Va viure al segle i i començaments del segle ii. Devia néixer en temps de Neró, i va escriure en temps d'Hadrià sobre el regnat d'aquest emperador, però com que aquest va regnar després del 117, si al 104 ja tenia 78 anys, el 117 hauria tingut 91 anys.
Eusebi de Cesarea el fa nadiu de Biblos, ciutat de Fenícia, i diu que va traduir a un escriptor fenici de nom Sancuniató (grec antic: Σαγχουνιάθων, Sankhuniáthōn) sobre mitologia fenícia. Suides també diu que va escriure un llibre sobre l'adquisició i la selecció de llibres (Περὶ κτήσεως καὶ ἐκλογη̂ς βλβλίων), en dotze llibres, i també una Crestomatia (Περὶ χρηστομαθείας). Hermip de Beirut va ser deixeble seu.
Eudòxia Macrembolitissa diu que va escriure quatre llibres d'epigrames. Hi ha erudits que li atribueixen un comentari sobre la Metafísica d'Aristòtil, les obres retòriques (Ῥητορικὸν) i Περὶ διαφόρων σημαινομένων. Esteve de Bizanci el fa autor de Πεὶ ἐατρικῶν, presumiblement sobre la vida de metges destacats. Eusebi indica dos llibres: Ἱστορία παράδοξον i Ἐθωδιῶν ὑπομνήματα. Finalment, Vossius li atribueix Αἰθιπικά.